# Àiax (Sòfocles)

Àjax preparant-se pel suïcidi.

Àiax o Àjax (en grec antic: Αίας) és una tragèdia clàssica grega escrita per Sòfocles el segle v aC. Està ambientada durant la Guerra de Troia i relata els fets que condueixen a la mort del capitost dels salaminis Àiax el Gran.

## Obra

### Argument
L'obra comença amb Àiax enfurismat perquè, després de la mort d'Aquil·les, els líders grecs han decidit donar la seva armadura a Ulisses en lloc d'ell. Sentint-se insultat per no haver rebut aquest honor, decideix matar-los per venjar la humiliació. Per evitar-ho, la deessa Atena l'embruixa i li fa creure que un ramat d'ovelles és l'exèrcit grec. Àiax es llença sobre el ramat i en mata moltes ovelles fins que s'adona de l'engany.
Avergonyit davant de la resta dels guerrers grecs Àiax es planteja suïcidar-se, però la seva esposa Tecmessa li suplica que no deixi sols a ella i al seu fill Eurísaces. Àiax deixa el seu escut al seu fill i marxa de casa dient que va a purificar-se i enterrar l'espasa que li havia donat Hèctor. Aleshores arriba al campament un missatger enviat per Teucre, el germà d'Àiax, i explica que l'endeví Calcant ha profetitzat que Àiax moriria avui si sortia de casa. Tecmessa i els soldats proven de trobar Àiax, però no són a temps d'evitar-ne el suïcidi: havia enterrat l'espasa, però deixant la fulla dreta per deixar-se caure a sobre.

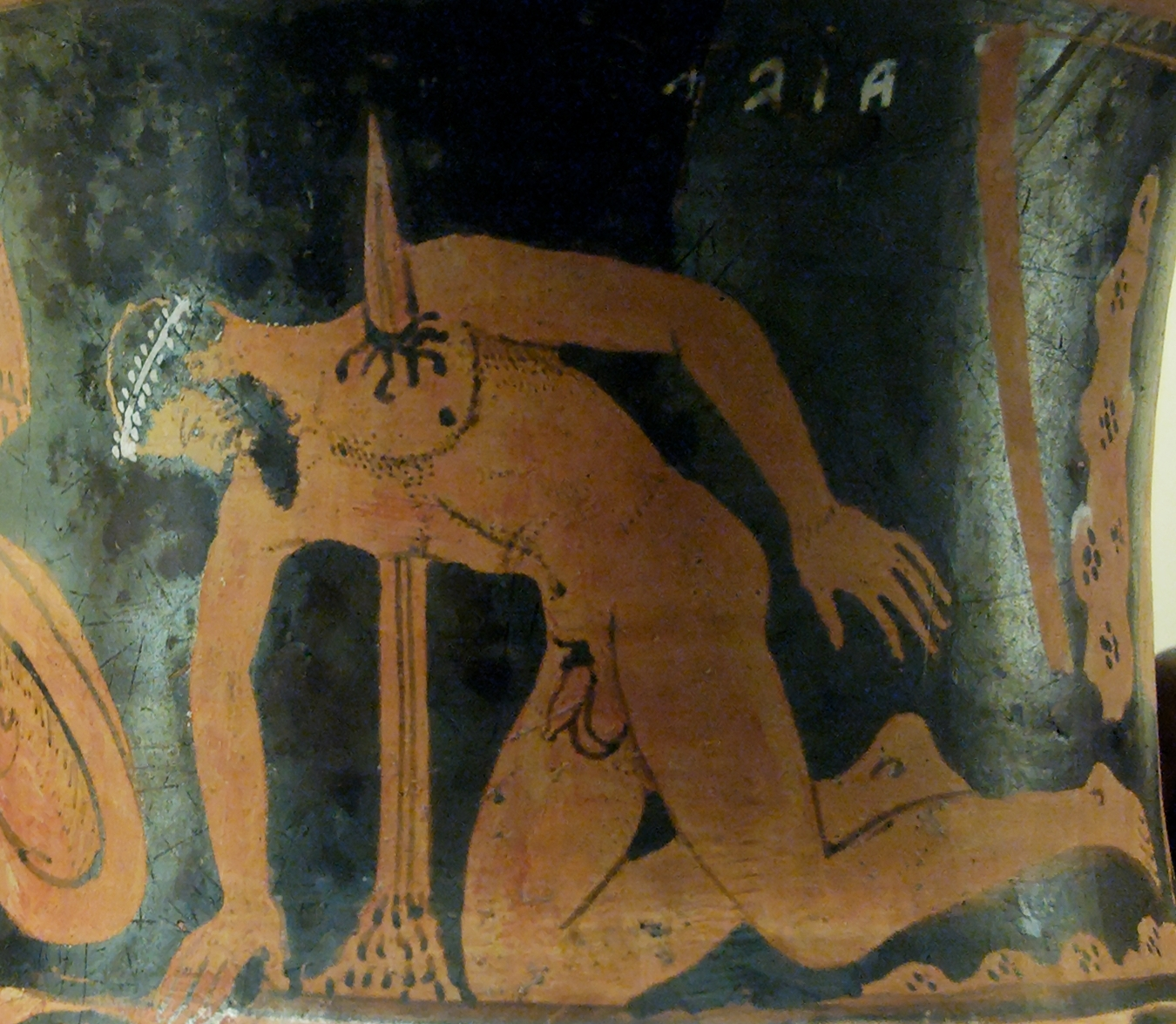
Mort d'Àiax (400-350 aC)

La part final de l'obra descriu les discussions sobre què cal fer amb el cos d'Àiax. Menelau i Agamèmnon no volen deixar que sigui enterrat, i Teucre s'hi enfronta. Tot i que havia estat el seu rival, Ulisses els ajuda a convèncer que permetin l'enterrament. L'obra acaba amb Teucre fent els preparatius per l'enterrament, al que no assistirà Odisseu per respecte al difunt.

### Dramatis personae
Personatges, per ordre d'aparició: Atena, Ulisses, Àiax, cor de mariners salaminis, Tecmessa, un missatger, Teucre, Menelau, Agamèmnon.
Personatges muts: Eurísaces, un pedagog, un herald militar.

### Escenes
- Pròleg: Atena, invisible per Ulisses, apareix i li explica com ha impedit que Àiax ataqués els grec fent-li creue la il·lusió que són els ramats que han capturat com a botí. Atena crida a Àiax i aquest surt de la tenda vanagloriant-se de la seva victòria, i explica que té un moltó pres a la seva tenda que es pensa que és Ulisses.
- Primer càntic del cor: els mariners salamins es solidaritzen amb Àiax, i expressen nerviosisme i por pels esdeveniments que estan a punt de passar.
- Primer episodi: Tecmessa explica al cor les accions d'Àiax i intenta justificar-lo. Quan Àiax torna en si, se sent terriblement avergonyit i manifesta la intenció de suïcidar-se. Tecmessa li suplica que pensi en ella i el seu fill, però decidit a morir Àiax deixa el seu escut al nen com a herència i nomena el seu mig germà Teucre com a tutor.
- Primera estança de cor: el cor lamenta la situació en què es troba Àiax.
- Segon episodi:un Àiax devastat fa un monòleg reconeixent els seus errors en el que sembla desestimar la idea del suïcidi.
- Segona estança de cor: el cor celebra l'aparent canvi de pensament d'Àiax.
- Tercer episodi: Apareix un missatge anunciant l'arribada de Teucre al campament grec i advertint de la profecia de Calcant, però Àiax ja ha marxat.
- Interludi: Àiax clava l'espasa a terra i demana als déus que el deixin complir la seva voluntat.
- Segon càntic del cor: els mariners i Tecmessa corren a buscar Àiax, però ja el troben mort travessat per la seva pròpia espasa.
- Quart episodi: Teucre es dol per la mort del seu germà i es disposa a enterrar-lo, però Menelau s'hi oposa i esclata una discussió entre tots dos.
- Tercera estança del cor: Adolorits i sense lideratge, els salamins manifesten el desig tornar a casa.
- Escena final: Agamèmnon sembla decantar-se per donar la raó al seu germà Menelau, però Ulisses l'acaba convencent de permetre l'enterrament.[2]

## Temàtica
Una discussió sobre la conveniència de permetre l'enterrament d'un home deshonorat ja va ser la base de l'argument d'Antígona, una altra de les obres primerenques de Sòfocles.
D'altres temes presents a l'obra són la caiguda i la rehabilitació de l'heroi, i la substitució d'un codi moral basat en la força i l'honor (Àiax) per un de basat en l'enginy (Ulisses).
L'Àiax que mostra Sòfocles és força diferent al que apareix a la Ilíada homèrica. La irracionalitat i la violència descontrolada per no haver obtingut l'armadura d'Aquil·les que dominen l'heroi a la tragèdia contrasta amb el líder coratjós, respectat i pragmàtic que descriu Homer.

## Traducció al català
Àiax va ser traduïda al català per Carles Riba l'any 1959.